# Churn Rapids
Die Churn Rapids sind Stromschnellen des Burke River im Mount-Aspiring-Nationalpark in der Region West Coast auf der Südinsel Neuseelands. Sie liegen wenige Kilometer westlich der Mündung des Flusses in den Haast River.